# Yusuf V av Granada
Yusuf V av Granada, död 1463, var sultan av Granada 1445–1446 och 1463.
Han var son till prinsessan Fatima bint Nasr eller Fatima la Horra, Muhammad IX:s syster, och Yusuf II:s son prins Ahmad. Han hade valts till sin morbrors efterträdare på grund av sin mor och morbrors nära förtroende, men hade en spänd relation till sin morbror, och hans mor hade 1438 tvingats medla fred mellan dem.  
Han var möjligen gift med sin kusin, Muhammad IX:s dotter Fatima, men det har inte kunnat bekräftas, då dynastins kvinnor hölls mycket undan offentligheten. 